# Willi Dusenschön
Willi Rudolf Heinrich Dusenschön (* 1. März 1909 in Hamburg; † 6. März 1977 ebenda) war als SS-Führer bei der Bewachung mehrerer Konzentrationslager und später als Bataillonskommandant der 2. SS-Panzer-Division „Das Reich“ eingesetzt.

## Leben
Dusenschön trat zum 1. Februar 1928 in die NSDAP (Mitgliedsnummer 75.582) und im selben Jahr in die SA ein. Er wechselte 1931 zur SS (SS-Nummer 10.984) und wurde nach einer Zeit der Arbeitslosigkeit hauptamtlicher SS-Führer in Altona, das damals noch nicht zu Hamburg gehörte.
Dusenschön wurde am 4. September 1933 im Alter von 24 Jahren förmlich als Führer der Wachmannschaft des neu errichteten Konzentrationslagers Fuhlsbüttel (Kola-Fu) eingesetzt und wurde zum Schrecken der politischen Häftlinge. Stundenlanges Stehen, Schläge und Fußtritte, Verhöhnungen und Drohungen gehörten dort zum Alltag. Nachts wurden einzelne Opfer in den Zellen mit Peitschen, Koppeln und Stuhlbeinen bis zur Bewusstlosigkeit geschlagen. Dusenschön beteiligte sich an diesen Übergriffen.
Mehrere Häftlinge verstarben nach schwerer Misshandlung, einige verübten Suizid. Der Hamburger Gauleiter Karl Kaufmann deckte die Übergriffe und verhinderte Ermittlungsverfahren, indem er rechtswidrig die Einäscherung der Toten anordnete und eine rechtlich vorgeschriebene Obduktion damit umging.
Erst als ein Arzt im Lazarett des Untersuchungsgefängnisses im März 1934 Anzeige erstattete, sah sich die Staatsanwaltschaft zu Ermittlungen genötigt. Kaufmann schlug das Verfahren im Oktober 1934 rechtswidrig nieder und gab seinen innerparteilichen Gegnern damit eine Angriffsfläche. Dusenschön hatte sich schon vorher aus der Schusslinie gezogen und sich Ende Juni 1934 zur SS-Verfügungstruppe versetzen lassen.
Vom Sommer 1935 bis Frühjahr 1941 stand er im Dienst der SS-Totenkopfstandarte und war zunächst im KZ Esterwegen, danach ab 1937 im KZ Sachsenhausen tätig. 1941 wechselte er zur Waffen-SS. Zuletzt war er als Bataillonskommandeur bei der 2. SS-Panzer-Division „Das Reich“ in Frankreich eingesetzt.

## Nach Kriegsende
Dusenschön geriet in britische Kriegsgefangenschaft und wurde nach Frankreich ausgeliefert. Ein Militärgericht verurteilte ihn am 27. Oktober 1951 wegen Kriegsverbrechen zu lebenslanger Zwangsarbeit, doch Dusenschön wurde schon im Januar 1956 entlassen.
Im Herbst 1962 stand Dusenschön unter Mordanklage vor dem Hamburger Landgericht. Zur Last gelegt wurden ihm brutale Misshandlungen des damals 39-jährigen Sozialdemokraten Fritz Solmitz, der sich als Redakteur jüdischer Herkunft des Lübecker Volksboten bei den Nationalsozialisten verhasst gemacht hatte. Solmitz war im Kola-Fu durch die Misshandlungen zu Tode gekommen oder in den Suizid getrieben worden. Seine genauen Aufzeichnungen, die in einer Taschenuhr verborgen waren, lagen dem Gericht als Beweismittel vor.
Dusenschön kam ohne Strafe davon. Eine Ermordung sah das Schwurgericht beim Landgericht Hamburg als nicht nachweisbar. Andere Straftatbestände waren verjährt.

## Belege
1. ↑  Sterberegister des Standesamtes Hamburg-Uhlenhorst Nr. 785/1977.
2. ↑  Bundesarchiv R 9361-IX KARTEI/7081285
3. ↑  Alle Daten zu „Leben“ aus: Werner Johe: Neuengamme. Zur Geschichte der Konzentrationslager in Hamburg. Hamburg 1986 (Veröff. der LZ für Politische Bildung), S. 11f.
4. ↑  Henning Timpke: Das KL Fuhlsbüttel. In: Martin Broszat (Hrsg.): Studien zur Geschichte der Konzentrationslager. Stuttgart 1970, S. 19 f. Anm. 31.
5. ↑   Die Zeit, 1962 Nr. 42: Der Selbstmord war eine „Panne“
6. ↑  Christian Jürgens, Fritz Solmitz. Kommunalpolitiker, Journalist, Widerstandskämpfer und NS-Verfolgter aus Lübeck, Lübeck 1996, S. 71ff.
7. ↑  Aufzeichnungen abgedr. bei Johe und bei Timpke.
8. ↑  Verjährt nach Rolf Richter: Willi Bredel in Mecklenburg-Vorpommern 1945–1949. (PDF; 357 kB) In: bredelgesellschaft.de. Willi-Bredel-Gesellschaft Geschichtswerkstatt e. V., 2001. / nach anderen Darstellungen wegen „Mangels an Beweisen“ Braunbuch (Memento vom 28. März 2007 im Internet Archive) sowie Timpke, S. 19.

| Personendaten    | Personendaten                                          |
| ---------------- | ------------------------------------------------------ |
| NAME             | Dusenschön, Willi                                      |
| ALTERNATIVNAMEN  | Dusenschön, Willi Rudolf Heinrich (vollständiger Name) |
| KURZBESCHREIBUNG | deutscher Kriegsverbrecher                             |
| GEBURTSDATUM     | 1. März 1909                                           |
| GEBURTSORT       | Hamburg                                                |
| STERBEDATUM      | 6. März 1977                                           |
| STERBEORT        | Hamburg                                                |